# Japanische Anrede
In Japan wird großer Wert auf Etikette und gute Umgangsformen gelegt, was sich auch an den japanischen Anreden zeigt. Diese sind ein wesentlicher Teil der japanischen Höflichkeitssprache.

## Vor- und Nachname einer Person
Die Ansprache mit dem Vornamen, möglichst mit einem verdeutlichenden Zusatz, weist im Japanischen entweder auf eine sehr große persönliche Nähe zu der angesprochenen Person hin oder ist sehr unhöflich.
Im Japanischen wird der Familienname vor dem Rufnamen genannt. In übersetzten Texten für Ausländer wird allerdings häufig (aber nicht immer) die im Deutschen bzw. westlichen Sprachraum übliche Namensreihenfolge „Vorname Nachname“ verwendet.
An den Namen wird meistens ein Suffix angehängt. Auch (militärische) Titel werden über diese Zusätze benannt. 
Wenn man sich vorstellt, sollte man an den eigenen Namen in keinem Fall ein Suffix anhängen.
Die Suffixe werden nicht nur mit echten Namen benutzt, vielmehr sind auch weitere Wortverbindungen möglich: minna (皆) bedeutet im Japanischen ‚alle‘. Bei einer Rede würde man die Anwesenden höflich mit einem minna-san oder Ähnlichem anreden. 

## Suffixe

### Nicht Verwandte
An den Namen wird meist ein Suffix angehängt. Auch akademische, berufliche und militärische Titel werden durch diese Zusätze gekennzeichnet. Es gibt sowohl Anreden, die ausschließlich als Suffix verwendet werden (wie -san oder -dono), als auch Anreden, die alleinstehend ohne den Namen benutzt werden können (wie sensei, senpai oder buchō).
- (nur der Name)

Einfach nur mit dem Namen sprechen sich in Japan enge Freunde an. Auch wenn man gegenüber Fremden von sich selbst oder den Angehörigen spricht, verwendet man nur den Namen ohne Zusatz. Unter Fremden ist das bewusste Weglassen jedes Zusatzes ausgesprochen unhöflich und wird als yobisute (呼び捨て) bezeichnet.
- -buchō 部長

Bedeutet ‚Abteilungsleiter‘ und wird an den Namen angehängt, wenn er von Untergebenen benutzt wird. Ähnliches gilt für -kachō (課長, ‚Sektionsleiter‘) und -shachō (社長, ‚Unternehmenschef‘).
- -chan ちゃん

Verniedlichungsform, entspricht ungefähr dem deutschen -chen (z. B. bei „Hänschen“). Es wird meist unter und gegenüber kleineren Kindern, guten Freunden oder von verliebten Paaren benutzt. Kleine Kinder können -san oft noch nicht richtig aussprechen und sagen deshalb -chan und statt -sama auch -chama. Jungen werden meist nur bis zum Kindergartenalter mit -chan angesprochen, danach mit -kun (siehe unten). Bei eng befreundeten Mädchen und Frauen sowie bei weiblichen Untergebenen wird -chan nach dem Vornamen jedoch oft bis ins hohe Alter verwendet. Ist der Nachname ungewöhnlicher als der Vorname, wird -chan auch hinter jenem benutzt. Unter entfernteren Verwandten wie etwa zwischen Cousins/Cousinen und bei Freundschaften aus früher Kindheit und Jugend wird oft -chan verwendet. An Spitznamen kann ebenfalls ein -chan angehängt werden.
Auch bei niedlichen Lebewesen kann -chan angehängt werden, etwa bei Katzen (猫ちゃん neko-chan) oder Säuglingen (赤ちゃん aka-chan).
- -tan たん

Mit -tan und -tama existieren Verniedlichungsformen der beiden Anredeformen -chan bzw. -chama, die für Babys verwendet werden. Des Weiteren wird diese Anrede für Babys auch für besonders niedliche meist weibliche Moe-Figuren in Mangas und Animes gebraucht. Die Suffixe -tan und -tama können auch für den Ausdruck ‚Schatz‘ oder ‚Schätzchen‘ stehen.
- -dono oder -tono 殿 (wörtlich ‚Fürst‘)

Eine heutzutage unübliche Anrede, die manchmal noch auf Urkunden oder beim Militär Verwendung findet. Eine höfliche Anrede unter sozial Gleichgestellten, welche dennoch einen höheren Respekt vonseiten des Sprechers bezeugt. Nimmt eine Stufe ungefähr zwischen -san und -sama ein.
- -hakase 博士

Akademischer Doktortitel, vergleichbar dem „Dr.“ vor dem Namen im Deutschen.
- -kun 君

Normale Anrede für männliche Jugendliche, falls es mit Vornamen benutzt wird. Lehrer hängen bei männlichen Schülern -kun an den Nachnamen an.
In Unternehmen werden junge Angestellte (auch weibliche) oft mit -kun angesprochen. Im japanischen Unterhaus werden alle Abgeordneten, unabhängig von Alter und Geschlecht, vom Parlamentspräsidenten mit -kun angeredet.
- -sama 様 (wörtlich ‚Erscheinung, Äußeres‘)

Sehr höflich, da der Gesprächspartner damit nur indirekt angeredet wird (etwa vergleichbar mit ‚verehrte/verehrter‘ im Deutschen). Wird von Angestellten gegenüber Kunden und für sehr hoch stehende Persönlichkeiten benutzt, auch für Gottheiten oder vergötterte Personen. In Briefen wird in der Regel -sama als Namenszusatz des Adressaten verwendet. Auf personifizierte Objekte angewandt drückt es mehr Zärtlichkeit als Respekt aus.
-san (siehe dort) ist von -sama abgeleitet.
- -san さん

Neutrale Anrede unter erwachsenen Personen, die sich nicht kennen oder beruflich miteinander zu tun haben. Wird meist mit dem Nachnamen benutzt und entspricht damit ‚Herr/Frau‘ im Deutschen. In Verbindung mit Beruf oder Titel wird -san als generische Anrede benutzt, beispielsweise okashiya-san (‚Herr Konditor‘) oder kōchō-san (‚Herr Rektor‘).
Unter Japanern, die eng miteinander befreundet sind, wird -san an den Vornamen angehängt. Auch gegenüber Ausländern kann man diese Form hin und wieder hören, vor allem in Verbindung mit Spitznamen.
Bisweilen wird bei Geschäftsverhandlungen sogar der Unternehmensname (Firma) des Partners mit der Anrede -san belegt (z. B. Yahoo-san).
- -senpai 先輩 (ein Name muss nicht zwingend vorangestellt werden)

Diese höfliche Anrede wird für Mitschüler aus höheren Klassenstufen oder Kommilitonen aus höheren Semestern benutzt, Mädchen benutzen dies aber auch für ihren ‚Geliebten/Schwarm‘. Das Gegenstück zu -senpai ist kōhai (後輩), der Untergebene bekommt allerdings keine Ehrenbezeichnung und wird stattdessen mit -kun angesprochen.
- -sensei 先生 (wörtlich ‚früher geboren‘) (ein Name muss nicht zwingend vorangestellt werden)

Diese Anrede wird für Lehrer, Ärzte, Anwälte, Politiker, Künstler, Kampfsporttrainer bzw. sonstige Autoritätspersonen benutzt, die bestimmte Fertigkeiten gemeistert haben. -sensei wird entweder nur mit dem Nachnamen oder allein stehend gebraucht.
- -shi 氏

Dieses Suffix wird nur in der Schriftsprache verwendet und entspricht dem deutschen ‚Herr/Frau‘. Es kommt vor allem in Briefen zur Anwendung, wenn von dritten Personen die Rede ist.

### Verwandte
Verwandte können untereinander sehr differenzierte Abstufungen verwenden. So bedeuten etwa onee-chan, onee-san oder onee-sama alle ‚ältere Schwester‘, kennzeichnen aber ein unterschiedliches soziales bzw. Vertrauensverhältnis der jeweiligen Personen.
- -onēchan お姉ちゃん oder -nēsan 姉さん (ein Name muss nicht zwingend vorangestellt werden)

Diese Anrede wird für die ältere Schwester benutzt.
- -onīchan お兄ちゃん oder -nīsan 兄さん (ein Name muss nicht zwingend vorangestellt werden)

Diese Anrede wird für den älteren Bruder benutzt.
- -imōtochan 妹ちゃん oder -imōtosan 妹さん (ein Name muss nicht zwingend vorangestellt werden)

Diese Anrede wird für die jüngere Schwester benutzt.
- -otōtochan お弟ちゃん oder -tōtosan 弟さん (ein Name muss nicht zwingend vorangestellt werden)

Diese Anrede wird für den jüngeren Bruder benutzt, kann aber auch (als Einzel-Kanji) allgemein für Geschwister stehen.
- -okāchan お母ちゃん oder -kāsan 母さん (ein Name muss nicht zwingend vorangestellt werden)

Diese Anrede wird für die eigene Mutter benutzt.
- -otōchan お父ちゃん oder -tōsan 父さん (ein Name muss nicht zwingend vorangestellt werden)

Diese Anrede wird für den eigenen Vater benutzt.

## Berufsbezeichnungen als Anrede
Manchmal werden auch Rang-, Amts- oder Berufsbezeichnungen in der Anrede verwendet. In so einem Fall wird nicht zusätzlich -san angehängt. So kann beispielsweise der ehemalige Premierminister auch Koizumi-sōridaijin (小泉総理大臣) genannt werden. In Unternehmen werden Titel wie kachō 課長, ‚Sektionsleiter‘, normalerweise alleinstehend ohne den Nachnamen verwendet, sofern nicht mehrere Abteilungsleiter anwesend sind.